# Corona Boreale
La Corona Boreale (in latino Corona Borealis) è una piccola costellazione dell'emisfero nord, le cui stelle principali formano un arco semicircolare. È una delle 88 costellazioni moderne, ed era anche una delle 48 costellazioni elencate da Tolomeo.

## Caratteristiche

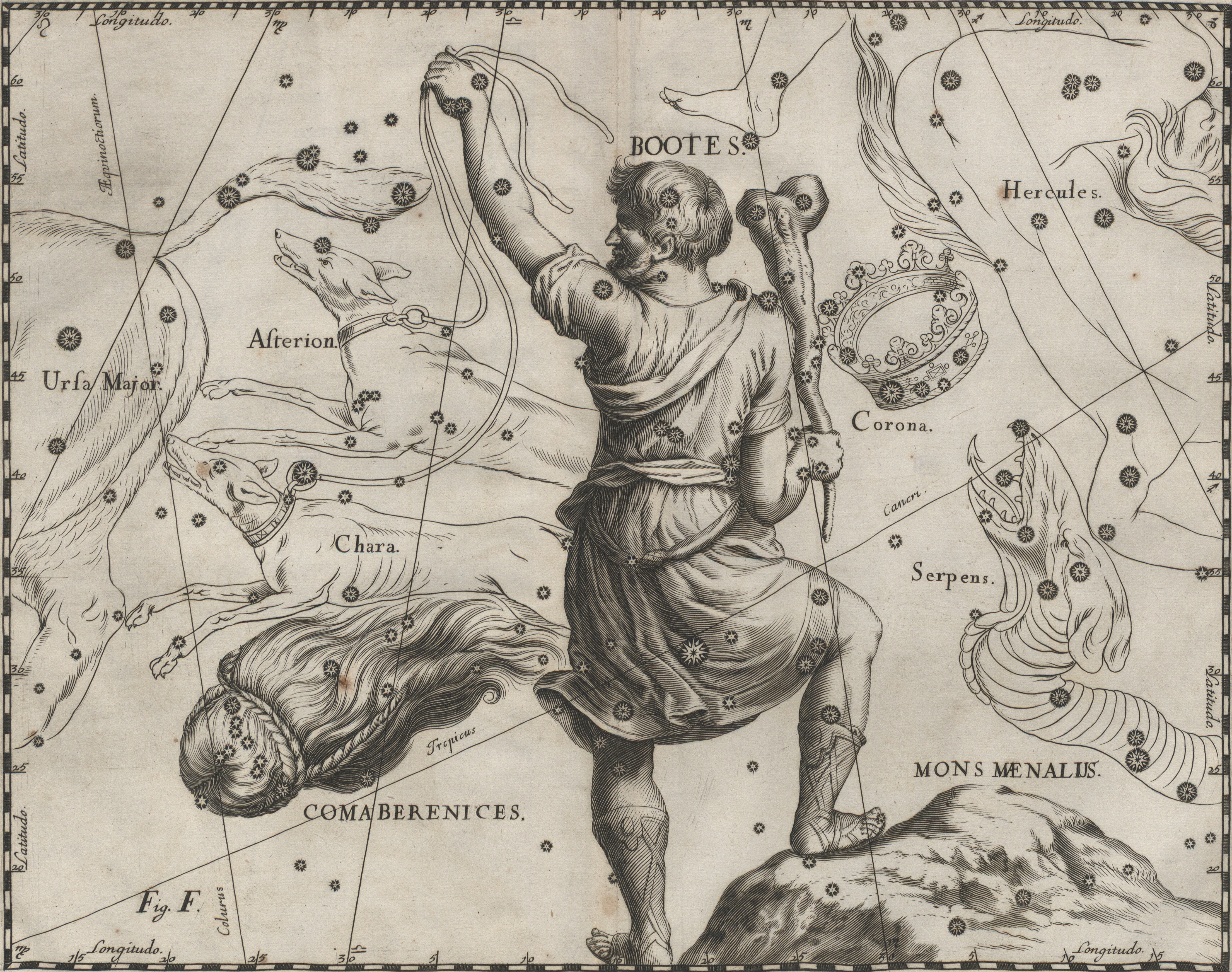
Le costellazioni del Boote e della Corona Boreale (invertite) illustrate da Johann Hevelius.

La costellazione della Corona Boreale si individua con facilità, grazie ad un asterismo a forma di "Y" il cui vertice è rappresentato dalla brillante stella Arturo, la quarta stella più brillante del cielo ad occhio nudo; vista dall'emisfero nord, la stanghetta di "sinistra" della Y è rappresentata dalla stella Alphekka, una stella bianca di sequenza principale di magnitudine 2,2, dunque perfettamente osservabile anche dai centri urbani. Il resto della costellazione si dispone ad est e ad ovest di questa stella ed è rappresentata da un semicerchio di astri di terza e quarta grandezza.
La Corona Boreale è una figura tipica del cielo di primavera ed estate: dall'emisfero nord diventa ben visibile ad est nel cielo serale di fine febbraio, si mostra alta nel cielo nei mesi di maggio e giugno e nel corso dell'estate tende a declinare verso occidente, finché, alla fine di ottobre, non è più osservabile. Dall'emisfero sud si mostra invece piuttosto bassa sull'orizzonte settentrionale ed appare visibile solo nelle notti autunnali e di inizio inverno australe.

### Stelle principali
- Alphekka (α Coronae Borealis) è una stella bianca di magnitudine 2,22, distante 75 anni luce.
- β Coronae Borealis è una gigante gialla di magnitudine 3,66, distante 114 anni luce.
- γ Coronae Borealis è una stella bianca di magnitudine 3,81, distante 145 anni luce.

### Stelle doppie
Alcune delle stelle doppie della costellazione sono risolvibili con dei telescopi amatoriali.
- La σ Coronae Borealis è una delle meno difficili, con due componenti di quinta e sesta magnitudine separate da 6,9".
- La ζ Coronae Borealis è formata da due stelle azzurre, anche in questo caso di quinta e sesta magnitudine, separate da 6,4".
- La ο Coronae Borealis è una coppia molto larga, formata da una stella di quinta magnitudine e una di nona, separate da oltre 2,5 primi d'arco; tuttavia la debolezza della componente secondaria fa sì che occorrano strumenti come potenti binocoli o piccoli telescopi per poterla osservare.

| Principali stelle doppie |                                          |                                          |             |             |                                 |           |
| Nome                     | Coordinate equatoriali all'epoca J2000.0 | Coordinate equatoriali all'epoca J2000.0 | Magnitudine | Magnitudine | Separazione (in secondi d'arco) | Colore    |
| Nome                     | AR                                       | Dec                                      | A           | B           | Separazione (in secondi d'arco) | Colore    |
| ο Coronae Borealis       | 15h 20m 09s                              | +29° 36′ 59″                             | 5,51        | 9,4         | 147,3                           | ar + b    |
| ζ Coronae Borealis       | 15h 39m 23s                              | +36° 38′ 09″                             | 5,07        | 6,00        | 6,4                             | azz + azz |
| ε Coronae Borealis       | 15h 57m 35s                              | +26° 52′ 41″                             | 4,15        | 12,6        | 2,0                             | ar + b    |
| σ Coronae Borealis       | 16h 14m 41s                              | +33° 51′ 32″                             | 5,58        | 6,59        | 6,9                             | g + b     |

### Stelle variabili
Fra le stelle variabilili della costellazione ve ne sono alcune di facile osservazione.
La più nota di tutte è la R Coronae Borealis, prototipo di una classe di variabili soprannominate Novae inverse, poiché scendono bruscamente di luminosità; questa in particolare scende dalla quinta magnitudine fino alla quattordicesima, per poi risalire gradualmente fino alla magnitudine iniziale.
Fra le numerose Mireidi spicca la S Coronae Borealis, che quando è al massimo è al limite della visibilità ad occhio nudo; in circa un anno oscilla fra questa e la quattordicesima grandezza.
La T Coronae Borealis è invece una nova ricorrente, che subisce dei brillamenti periodici.
| Principali stelle variabili |                                          |                                          |             |             |                  |                              |
| Nome                        | Coordinate equatoriali all'epoca J2000.0 | Coordinate equatoriali all'epoca J2000.0 | Magnitudine | Magnitudine | Periodo (giorni) | Tipo                         |
| Nome                        | AR                                       | Dec                                      | Max.        | Min.        | Periodo (giorni) | Tipo                         |
| R Coronae Borealis          | 15h 48m 35s                              | +28° 09′ 24″                             | 5,71        | 14,8        | 307,28           | Irregolare (prototipo R CrB) |
| S Coronae Borealis          | 15h 21m 24s                              | +31° 22′ 03″                             | 5,8         | 14,1        | 360,26           | Mireide                      |
| T Coronae Borealis          | 15h 59m 30s                              | +25° 55′ 13″                             | 2,0         | 10,8        | 29000:           | Nova ricorrente              |
| U Coronae Borealis          | 15h 18m 11s                              | +31° 38′ 49″                             | 7,66        | 8,79        | 3,4522           | Eclisse                      |
| V Coronae Borealis          | 15h 49m 31s                              | +39° 34′ 18″                             | 6,9         | 12,6        | 357,63           | Mireide                      |
| W Coronae Borealis          | 16h 15m 25s                              | +37° 47′ 45″                             | 7,8         | 14,3        | 238,40           | Mireide                      |
| SW Coronae Borealis         | 15h 40m 45s                              | +38° 43′ 07″                             | 7,8         | 8,5         | 100:             | Semiregolare pulsante        |
| α Coronae Borealis          | 15h 34m 41s                              | +26° 42′ 54″                             | 2,21        | 2,32        | 17,36            | Eclisse                      |

## Oggetti del profondo cielo
La costellazione non contiene alcuno oggetto del profondo cielo degno di nota: le galassie in questa regione di cielo sono tutte molto lontane e deboli.
Nella parte sudoccidentale della costellazione è presente un celebre Ammasso di galassie, noto come Abell 2065, che conta decine di galassie.
| Principali oggetti non stellari |                                          |                                          |                     |             |                                        |                              |
| Nome                            | Coordinate equatoriali all'epoca J2000.0 | Coordinate equatoriali all'epoca J2000.0 | Tipo                | Magnitudine | Dimensioni apparenti (in primi d'arco) | Nome proprio                 |
| Nome                            | AR                                       | Dec                                      | Tipo                | Magnitudine | Dimensioni apparenti (in primi d'arco) | Nome proprio                 |
| Abell 2065                      | 15h 22m 42s                              | +27° 43′ :                               | Ammasso di galassie | ~15         | 40 x 40                                | Ammasso della Corona Boreale |

## Sistemi planetari
Nella costellazione sono note tre stelle con un sistema planetario; due di queste riportano lettere greche: κ Coronae Borealis possiede un gigante gassoso con una massa superiore a quella di Giove e un'orbita che le mantiene a una distanza superiore alle 2 UA; ρ Coronae Borealis possiede tre giganti gassosi e una Super Terra. XO-1 possiede un pianeta transiente.
| Sistemi planetari  |                                          |                                          |             |                   |                              |
| Nome del sistema   | Coordinate equatoriali all'epoca J2000.0 | Coordinate equatoriali all'epoca J2000.0 | Magnitudine | Tipo di stella    | Numero di pianeti confermati |
| Nome del sistema   | AR                                       | Dec                                      | Magnitudine | Tipo di stella    | Numero di pianeti confermati |
| XO-1               | 16h 02m 12s                              | +28° 10′ 11″                             | 11,3        | Nana gialla       | 1 (b)                        |
| κ Coronae Borealis | 15h 51m 14s                              | +35° 39′ 30″                             | 4,79        | Gigante arancione | 1 (b)                        |
| ρ Coronae Borealis | 16h 01m 03s                              | +33° 18′ 19″                             | 5,39        | Nana gialla       | 4 (b - c - d - e)            |

## Mitologia
Arianna, figlia di Minosse, si innamorò di Teseo giovane principe ateniese, andato a liberare Creta dal Minotauro, a cui ogni anno dovevano essere offerti sette fanciulli e sette fanciulle. Il Minotauro si trovava rinchiuso in un labirinto costruito da Dedalo nel quale era facile perdersi e impossibile trovare la via d'uscita. Per consentire all'eroe di ritrovare l'uscita una volta imprigionato nel labirinto, Arianna gli dette un gomitolo di filo da sciogliere e dopo seguire a ritroso. Ella si fece promettere in cambio che l'avrebbe sposata e condotta con sé poiché dopo averlo aiutato il padre non l'avrebbe più accettata con sé. Teseo dopo aver ucciso il mostro portò con sé Arianna, ma poi l'abbandonò sull'isola di Nasso la mattina seguente. Di lì passò Dioniso (o Bacco dio del vino) che la vide piangere; subito si innamorò e la sposò donandole un diadema d'oro come regalo di nozze, poi tramutato in costellazione, grazie a Efesto che lo lanciò in cielo.